# 스타니스와프 이그나치 비트키에비치
스타니스와프 이그나치 비트키에비치(폴란드어: Stanisław Ignacy Witkiewicz, 1885년 2월 24일~1939년 9월 18일)는 폴란드의 극작가, 사진가, 화가, 철학자이다.
그가 처음 작품을 발표했을 때 조롱받고, 정신병자로 취급을 받아오다가 자살해 죽음으로써 그의 작품은 영영 빛을 못 보았다. 그러나 1956년 이후 서구의 '부조리 연극'이 들어오면서 그는 재발견되었고, 더욱이 1950년대 사뮈엘 베케트와 외젠 이오네스코 등이 국제적 명성을 얻게 된 희곡과 같은 류의 희곡을 쓴 선구자로 인정받게 되었다.
약 30편의 희곡 가운데서 대표적인 작품으론 《프래그마티스트》(1918년), 《그들》(1920년), 《작은 토지 위에》(1921년), 《쇠물닭》(1921년), 《재단사》(1923년), 《광인과 간호원》(1923년) 등이 있다. 그는 미학에 대한 관심을 갖고 '순수형식이론(純粹形式理論)'을 주장하여 주목을 끌었다. 그 논문이 《연극의 순수형식론》(1918년)이며, 그의 희곡은 그 이론을 전개한 것이었다. 그의 작품은 인간의 고독과 사회와의 고립, 현대 문명의 획일화에서 오는 비인간화를 다루고 있으며 초현실주의적인 의곡(歪曲)과 변형으로 차 있다.

## 같이 보기
- 폴란드 철학사